# 黃淮臨時內閣
黃淮臨時內閣成立於洪武三十五年八月一日（1402年8月29日），結束於同年十一月十日（1402年12月4日）。是中國歷史上首个以“內閣”为名的皇帝咨询机构，由前朝中書舍人黃淮組閣。
燕王朱棣在靖难之役取勝後，進駐金陵应天府，隨後即位，是為明成祖。黃淮歸降後被命與解縉常在左右询政，有时至深夜，成祖入寢，仍然赐坐到榻前对话商谈机要。随后成祖建立文淵閣，解缙與黃淮、楊士奇等人入直文淵閣，参与机务，明朝内阁制度由此开始。
由於成祖確立的內閣僅是君主專制下的諮詢機構，大學士很少有參決的機會，因此並非現代認知中的國家最高行政機關。

## 組閣過程
建文四年六月，成祖通过靖难之役登基，废除建文年号，复称洪武三十五年，翌年改元永乐。洪武三十五年八月，成祖召解縉、黃淮等人入直文淵閣；次月，再召胡廣、楊榮、楊士奇、金幼孜、胡儼等人入直，參與機務，內閣至此建制。然而，當時進入內閣的成員均來自翰林院編修、檢討與侍讀等官職，并不兼任六部職位，也不得專制九卿。而九卿等官員上奏，亦不得向內閣通知。

## 內閣成員
| 職位     | 姓名   | 備注     |
| -------- | ------ | -------- |
| 代理首輔 | 黃淮   |          |
| 次輔     | 胡廣   | 九月入閣 |
| 大學士   | 楊榮   | 九月入閣 |
| 大學士   | 解縉   |          |
| 大學士   | 楊士奇 | 九月入閣 |
| 大學士   | 金幼孜 | 九月入閣 |
| 大學士   | 胡儼   | 九月入閣 |